# セッビョル
セッビョル（샛별、2001年2月27日 - ）は、韓国の歌手、女優である。女性アイドルグループ「少女注意報」、「PIXY」の元メンバー。

## 略歴
- 小学6年の頃、とある事務所のオーディションに合格したが、詐欺事務所であることが判明した。しかし同事務所で半年間練習に通い、その後退社した。
- 2017年、ROOTSエンターテインメントより少女注意報のメンバーとしてデビューした。
- 2018年、ウェブドラマ『ふっくらとした恋愛』で主演のコン・スリン役として出演し、役作りのために体重を8kgも増量させた[1]。
- 2019年7月2日、ダンス練習を終えて帰宅する途中で交通事故に遭い、腰に痣ができる軽い怪我で済んだ[2]。7月4日に開催されたウェブドラマ『ふっくらとした恋愛 2』の制作発表会に予定通り出席した[3]
- 2020年4月23日、ROOTSエンターテインメントが新型コロナウイルスによる経営悪化で契約解除となり、少女注意報を脱退した[4]。
- 2021年2月24日、ALLARTエンターテインメントによりPIXYとして正式にデビューした[5]。
- 2022年8月27日、健康上の理由とアーティスト活動としての負担、一身上の都合により、エラと共にPIXYを脱退した。

## 出演

### ウェブドラマ
- ふっくらとした恋愛（2018年、tvN）
- ふっくらとした愛 2（2019年、tvN）